# 中国の聖母
中国の聖母（ちゅうごくのせいぼ）とは、中国の東閭（とうろ、中国語：ドンルー）で1900年に最初に出現した聖母マリアの名称である。 

## 概要
公式の中国の聖母の絵は、中国最初の司教会議である1924年の上海司教会議でなされた要望の返答として、1928年に教皇ピオ11世によって祝福され、公布された。これに伴い、初代在華教皇使節であったチェルソ・コスタンティーニ(Celso Costantini,中国名:剛恒毅)大司教は、中国の全司教と共に公式の絵を用いて中華民族を中国の聖母に奉献したことを宣言した。1941年、教皇ピオ12世 はその祝日をカトリック典礼暦の公式な祝日として割り当てた。1973年、第2バチカン会議に伴い、中国天主教主教団は教皇庁の許可のもとに、祝日を母の日である第二日曜日の前日に置いた。
中国の聖母に対する信心は東閭で盛んであるが、上海の佘山の聖母 にも似たような聖母の出現があり、中国のキリスト者の間で熱烈な指示を受けてきた。
世界中の中国語を話すカトリック信者を対象とした教会や礼拝堂、そして司牧センターでは、中国の聖母の名称を取り入れている。アメリカ合衆国 の ワシントンD.C.にある無原罪聖母大聖堂 にはマイケル・J・ブランズフィールド師(Michael J. Bransfield) のもとで2002年に設立され、捧げられた中国の聖母のモザイクがある。 この礼拝堂で用いられている聖母像は公式に認可された中国の聖母の絵ではなく、(John Lu Hung Nien)によって描かれた聖母と幼子イエズスなので、議論の対象となってきた。最初の中国人枢機卿である田耕莘はこの画像を中国で迫害を受けている人の為のお祈りのカードとして用い、それはアメリカやカナダで広く普及した。批評者は絵が仏教の観音に似ているとして非難している。
現在、フィリピンでは、マニラのビノンド地区にある中華街に近いビノンド教会には中国の聖母の礼拝堂が有り、地元の フィリピン人 や中国系フィリピン人が祈りに訪れている。